# 李亦園
李亦園（1931年8月20日—2017年4月18日），出生於福建省晉江縣，人類學家。他在1984年獲選為中央研究院院士，並在同年參與籌創國立清華大學人文社會學院，擔任該院首任院長至1990年。

## 生平
1931年8月20日，李亦園出生於福建省晉江縣。
1948年，李亦園考入國立臺灣大學歷史學系，兩年後又降轉入該校考古人類學系，受李濟、凌純聲、芮逸夫等人影響，關注本土異文化民族研究，尤其是「高山族」與「平埔族」。1953年畢業後，他留校擔任助教。
1955年，他協助老師凌純聲創辦中央研究院民族學研究所，並於所內任職。1955年至1998年之間，他任職於中央研究院民族學研究所，經歷了研究助理、助研究員、副研究員、研究員等職位，並於1968年至1977年間擔任該所副所長、所長，又曾出任中央研究院總幹事、評議員、諮詢總會常務委員等院內職務。
1958年，他前往哈佛大學人類學系就讀，師承人類學者Clyde Kluckhohn、Cora Du Bois等人。前者使他關注科際整合的議題，後者使他深入了解「文化與人格」（culture & personality）學派，影響他日後的研究內容。此外受到Cora Du Bois等老師的鼓勵，他研究主題轉為關注華僑、漢文化，同時也旁及宗教研究。
1960年，他在該校獲頒人類學研究所碩士學位。原先他想修畢博士學位，然而當時正值臺海危機，其父患病、其妻生女、其師凌純聲急需李氏幫忙建設民族所，家中經濟更是困頓，內憂外患下，李氏完成碩士學位後便趕忙回臺，往後因眾多事務，再也未能返美修讀完博士學位。
1960至80年代，他經常在報紙雜誌上以理性、淺白的字詞，藉著不同文化的對比評析社會文化現象，以期藉此提昇促進大眾對於相關議題之討論認知。
1968年至1983年，他在國立臺灣大學擔任合聘副教授、教授，後又被該校聘任為講座教授；其間，他教導出如莊英章、徐正光、黃應貴、黃樹民、陳中民、吳燕和、許木柱、余光弘、臧振華、胡台麗、陳祥水等知名人文社會學科學者。
1984年，他獲選為中央研究院院士；當時，有報紙以標題「冷門學科出狀元」報導此一新聞。同年（1984年），他參與籌創國立清華大學人文社會學院，以及社會人類學研究所，並從該年出任人社院院長，直至1990年。
1989年，他在蔣經國國際學術交流基金會成立後，擔任第一屆執行長，直至2001年，並在2001年至2010年間擔任該會董事長；其間，他透過經費補助與獎勵，長期致力於推動國際漢學研究。
2017年4月18日，他因急性肺炎病逝於臺北醫學大學附設醫院。

## 學術研究

### 研究領域
文化理論、家族組織、比較宗教、儀式象徵、神話傳說等。

### 研究對象
臺灣南島民族、海外華人及臺灣漢人社會文化。

## 著作

### 專書
- 1970年：《一個移殖的市鎮：馬來亞華人市鎮生活的調查研究》。臺北：中央研究院民族學研究所。

### 論文
- 1972年：〈從若干儀式行為看中國國民性的一面〉。

- 1984年：〈近代中國家庭的變遷：一個人類學的探討〉。

- 1993年：〈從民間文化看文化中國〉。

- 1995年：〈中國文化中小傳統的再認識〉。

- 2000年：〈和諧與超越的身體實踐：中國傳統氣與內在修練文化的個人觀察〉。

## 榮譽

### 中华民国勋章奖章
- 二等景星勋章（2000年5月2日批准[14]，2000年5月3日于台北总统府颁授[15]）

### 奖项
- 中央研究院最優服務獎（1968年）
- 總統府保舉最優人員（1968年）
- 行政院國家科學委員會傑出研究獎（1984年、1987年）
- 海德堡大學學術獎章（1994年）
- 查理斯大學貢獻獎章（1995年）
- 行政院文化獎（1999年）[8]

### 荣誉学位
- 巴黎梭邦大學榮譽博士（2001年）
- 格里菲斯大學榮譽博士（2001年）
- 國立清華大學榮譽文學博士（2004年）
- 香港中文大學榮譽社會科學博士（2005年）
- 國立臺灣大學名譽文學博士（2008年）[6]

## 外部連結
- 李亦園 - 中研院民族所 - 中央研究院 （页面存档备份，存于）
- 李亦園榮譽講座教授- 清華大學人類學研究所 （页面存档备份，存于）
- 李亦園Yih-Yuan Li （页面存档备份，存于）
- 李亦園 - 中研院民族所數位典藏 （页面存档备份，存于）
- 李亦園院士談人類學
- TAAZE*以通俗詮釋精萃－－李亦園院士 （页面存档备份，存于）
- 李亦園院士捐贈手稿專著暨手稿展：簡介 - 清華大學 （页面存档备份，存于）
- 李亦園院士臉書紀念專頁